# Adolf von Heydeck
Gustav Adolf (Adolph) Heideck, à partir de 1836 von Heideck, né le 25 avril 1787 à Dessau, et mort le 23 janvier 1856, est un peintre allemand.

## Biographie
Adolf von Heydeck est né le 25 avril 1787 à Dessau.
Camarade de classe de Friedrich et Ferdinand Olivier à Dessau, il a étudié à la Hauptschule avec Carl Wilhelm Kolbe. En dehors de cela, il n'est pas connu pour avoir une formation formelle, et est désigné dans la documentation comme un "Autodidakt" et "Dilettant", ou amateur, dans la peinture et la gravure. De 1813 à 1820, il est à Rome, et il y retourne en 1837. Il voyage également à Terni et à Naples, et est connu pour avoir été à Olevano en 1820.
Adolf von Heydeck meurt le 23 janvier 1856.